# 朱菁
朱菁，中山大学教授，主要从事心智哲学、行动哲学、科学哲学、道德哲学基础等方面的研究工作。入选中华人民共和国教育部2008年度"长江学者"特聘教授，曾就读于中国科学技术大学、滑铁卢大学。